# Tutume
Ne doit pas être confondu avec Tutume (sous-district du Botswana).
Tutume est une localité qui se trouve au nord-est du Botswana, à environ 99 km au nord de Francistown. Les habitants sont les Kalangas, ils parlent kalanga comme langue maternelle. Lors du recensement de 2011, Tutume comptait 17 528 habitants. Le village comprend cinq kgotlana (quartiers ayant chacun un chef) : Magapatona, Madikwe, Mangana, Selolwane et Thini. le chef de Tutume est Jenamo Mbaakanyi. À Tutume, il y a un hôpital, trois cliniques publiques et un médecin privé. Il y a aussi cinq écoles primaires, deux collèges et un lycée.